# Małecz
Małecz [pronunciación en polaco: /ˈmawɛt͡ʂ/] es un pueblo ubicado en el distrito administrativo de Gmina Lubochnia, dentro del Condado de Tomaszów Mazowiecki, Voivodato de Łódź, en Polonia central. Se encuentra aproximadamente a 4 kilómetros al oeste de Lubochnia, a 12 kilómetros al norte de Tomaszów Mazowiecki, y a 42 kilómetros al sureste de la capital regional Łódź.
El pueblo tiene una población de 490 habitantes.